# Station Monestier-de-Clermont
Station Monestier-de-Clermont is een spoorwegstation in de Franse gemeente Monestier-de-Clermont.